# 1170年
| 千纪： | 2千纪 |
| 世纪： | 11世纪 \| 12世纪 \| 13世纪                                                                                     |
| 年代： | 1140年代 \| 1150年代 \| 1160年代 \| 1170年代 \| 1180年代 \| 1190年代 \| 1200年代                               |
| 年份： | 1165年 \| 1166年 \| 1167年 \| 1168年 \| 1169年 \| 1170年 \| 1171年 \| 1172年 \| 1173年 \| 1174年 \| 1175年     |
| 纪年： | 庚寅年（虎年）；西夏祐元年；金大定十年；西辽崇福七年；南宋道六年；大理建德七年；越南政隆寳應八年；日本嘉應二年 |

## 大事记
- 西遼和喀喇汗國在阿姆河畔擊敗花剌子模。
- 任得敬分國失敗，夏仁宗得金世宗支持捕殺任氏兄弟。
- 蒙兀國末任汗王也速該死於塔塔兒人下毒暗算，泰赤烏部的首領塔里忽台裹挾蒙古部部眾遺棄鐵木真一家，蒙兀國滅亡。
- 占婆與越南達成和解之後，集中力量對真臘國開戰。
- 12月29日——英格兰宗教领袖、坎特伯雷大主教托马斯·贝克特在坎特伯雷大教堂遇刺。

## 出生
- 夏襄宗李安全

## 逝世
- 王重陽，全真派創始人。
- 也速該，成吉思汗的父親。
- 任得敬，夏崇宗任皇后之父
- 徒單皇后，金朝海陵王完顏亮皇后。
- 源為朝，平安時代後期的武將。源為義的第八子，源義朝的弟弟。
- 12月29日－托马斯·贝克特，坎特伯雷大主教（遇刺）